# Шкворец
Замок Шкворец або Савойський Замок в Шкворці поблизу Праги (чеськ. Škvorec) - пам'ятка архітектури, включений в список об'єктів культурної спадщини Чеської Республіки в районі Прага-схід, за 22 км від центру чеської столиці.
Перші згадки про Шкворец датуються 1279 роком, коли Домаслав, камердинер королеви Кунігунди Ростиславни, дружини Пржемисла Отакара II і дочки Ростислава Михайловича, князя Галицького та Чернігівського, побудував фортецю (castrum) . Від фортеці цього періоду залишилися вирубаний в скелі глибокий колодязь і зовнішня стіна.
В XIV ст. призначений папою Боніфацієм IX празький архієпископ Вольфрам (Olbram) добудував капелу, готичну башту з розвідним мостом і зробив замок своєю резиденцією. Наступним власником замку був королівський прокурор Клінштейн, при якому Шкворец отримав статус міста. Клінштейн продав це володіння аристократу Сміржицькому. Останній вів боротьбу за королівський трон, однак зазнав невдачі і був обмежений в правах, а його майно успадкували Вальдштейни. В 1623 вони, в свою чергу, продали замок князю Карлу Ліхтенштейнському.
Ліхтенштейни володіли замком триста років, при цьому найвідомішою господинею була Марія-Тереза Савойська (принцеса П'ємонтська, уроджена княгиня Ліхтенштейнська). У період її життя в Шкворці були побудовані: костел святої Анни, статуї святого Доната і святого Прокопа, а замок отримав статус палацу. Саме в цей період його стали називати «Савойским замком», хоча Савойська чоловіча гілка Савойського роду перервалася в 1734 зі смертю принца  Євгена Савойського, після чого Суассонське графство і титул дісталися французькій короні.
Є відомості про те, що в 1800 в Шкворці був розквартирований загін російського полководця Суворова .
Протягом багатьох років в замку розміщувалися храми трьох конфесій: католицький та протестантський, а в 20 столітті синагога.
В 2008 в замку почалося відновлення фамільної резиденції Ліхтенштейнів і музею, де будуть проводиться виставки, фестивалі камерної музики і благодійні концерти.
Винні погреби замку славляться витриманим кальвадосом Сан-Донато, лікером Ночіно з власних волоських горіхів, колекцією білих богемських і червоних тосканських вин.